# Allmogemåleri
Allmogemåleri är inredningar och möbler som målats på landsbygden av målare som stod utanför städernas skrån. Dess storhetstid var mellan cirka 1750 och 1870. Allmogemåleriet förekom i hela Sverige, men man brukar tala om tre kärnområden: Hälsingland, Dalarna och sydvästra Småland/Halland.
I Hälsingland var 1700-talet en tid av ekonomisk uppgång, baserad på linhantering, och det gav bönderna möjlighet att låta måla sina hus. Bland hälsingemålarna fanns Gustaf Reuter, som var indelt soldat med måleriet som bisyssla, och Jonas Hertman som även arbetade som urmakare. I sydvästra Sverige målades bonadsmålningar, som sattes upp till julen och andra högtider. Dalmåleriet började som tillverkning och dekoration av skåp och utvecklades under 1800-talet till en stor produktion av bilder, ofta kallade kurbitsmålningar. Målarna kom oftast från byar i Rättviks och Leksands socknar, målade på vintrarna och vandrade under somrarna runt i Mellansverige och sålde sina bilder.